# Wasyl Mudry
Wasyl Mudry, ukr. Василь Мудрий, Wasyl Mudryj (ur. 19 marca 1893 we wsi Okno w powiecie skałackim, zm. 19 marca 1966 w Yonkers) – dziennikarz, ukraiński działacz społeczny i polityczny, poseł na Sejm IV i V kadencji w II RP, wicemarszałek Sejmu.

## Życiorys
Pochodził z rodziny chłopskiej. W latach 1917–1920 pracował w administracji Ukraińskiej Republiki Ludowej jako komisarz oświaty powiatu płoskirowskiego URL.
W latach 1921–1933 był działaczem Towarzystwa „Proswita”. W latach 1921–1925 był kwestorem i sekretarzem tajnego Uniwersytetu Ukraińskiego we Lwowie. W latach 1927–1935 redaktor naczelny gazety „Diło” (formalnie do 1939). Od 1935 do 1939 przewodniczący UNDO i wicemarszałek Sejmu, w latach 1935–1939 prezes Ukraińskiej Reprezentacji Parlamentarnej, a także członek Komisji Spraw Zagranicznych.
W 1941 sekretarz generalny UNK. W latach 1942–1943 kierownik kina we Lwowie. Od lipca 1944 wiceprezydent UHWR. Od 1945 na emigracji, najpierw w Niemczech, od 1949 w USA. Odnowił UNDO na emigracji i był jego przewodniczącym do końca życia. W USA dyrektor kancelarii Ukraińskiego Komitetu Kongresowego (UKKA).
Autor książki Iwan Franko jako działacz społeczny (1957) i wielu prac publicystycznych.